# Anna Waśko
Anna Waśko – polska historyk, mediewista, wykładowca Uniwersytetu Jagiellońskiego.

## Życiorys
W 1985 ukończyła studia na Uniwersytecie Jagiellońskim. W 1994 uzyskała na tej uczelni doktorat. W 2010 roku habilitowała się tamże. Od 1989 pracowała w Zakładzie Historii Powszechnej Średniowiecznej Uniwersytetu Jagiellońskiego. Członek m.in. Komisji do Oceny Podręczników Szkolnych Polskiej Akademii Umiejętności. Zajmuje się m.in. historią średniowiecznej Skandynawii. Jest również wydawcą źródeł i tłumaczem.

## Wybrane publikacje
- Saga o Grenlandczykach; Saga o Eryku Rudym, tłum., oprac., i wstęp: Anna Waśko, Kraków 2006
- Arystokraci ducha: obraz społeczeństwa średniowiecznego w Revelationes św. Brygidy Szwedzkiej, Kraków 2009
- Saga o Olafie Tryggvasonie ; tłum., oprac. i wstęp: Anna Waśko, Kraków 2012